# Otto Stäcker
Otto Stäcker (* 14. Februar 1886 in Uetersen; † nach 1970) war ein deutscher Generalstaatsanwalt und Teilnehmer der Berliner Konferenz, auf der 1941 hochrangige Juristen über die laufende Aktion T4 unterrichtet wurden.

## Beruflicher Werdegang
Otto Stäcker war 1913 Gerichtsassessor und wurde 1915 als Staatsanwalt tätig. Am 1. April 1926 wurde er Erster Staatsanwalt und 1927 Landgerichtsdirektor in Kiel. 1926/27 war Stäcker im Reichsministerium der Justiz tätig. Seine Karriere setzte er fort als Landgerichtspräsident in Greifswald, wo er ab 1. Januar 1935 tätig war. Vom 1. April 1935 an war Stäcker Generalstaatsanwalt in Stettin.
Nach eigener Angabe trat Stäcker im Mai 1933 der NSDAP bei.

## Informierung über „Euthanasie“
Stäcker wurde qua Amt zur „Arbeitstagung der Oberlandesgerichtspräsidenten und Generalstaatsanwälte“ am 23. und 24. April 1941 in Berlin eingeladen. Die Konferenz im Haus der Flieger leitete Franz Schlegelberger. Unter den mehr als einhundert Teilnehmern befanden sich alle vierunddreißig Oberlandesgerichtspräsidenten, vierunddreißig Generalstaatsanwälte bzw. ihre Vertreter sowie Roland Freisler, Reichsgerichtspräsident Erwin Bumke, der Präsident des Volksgerichtshofs Otto Thierack und die beiden Oberreichsanwälte beim Reichsgericht und beim Volksgerichtshof sowie zahlreiche Beamte des Reichsjustizministeriums.

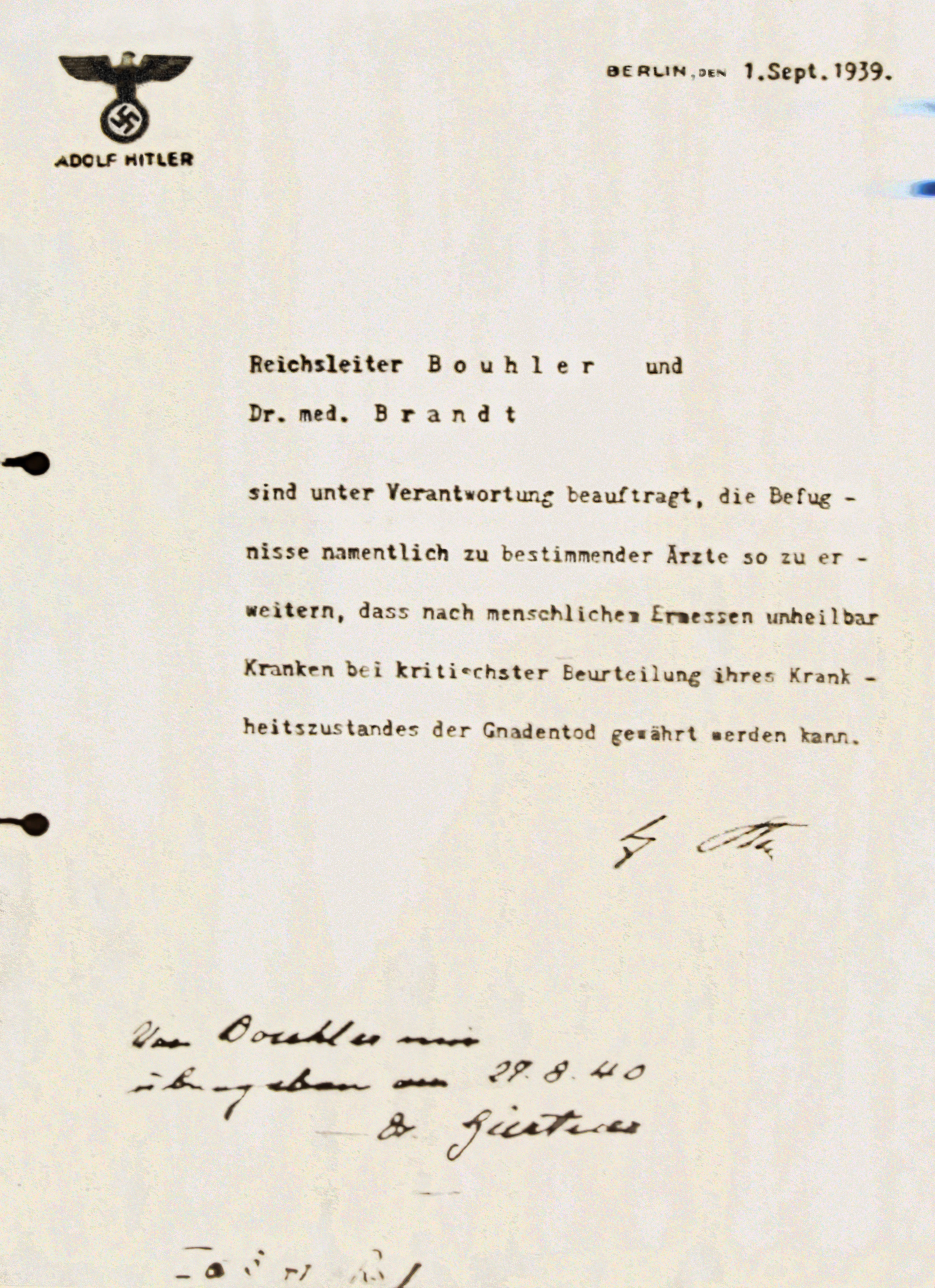
Rückdatiertes Ermächtigungsschreiben Hitlers

Schlegelberger kündigte an, er werde die Anwesenden mit „Entschließungen des Führers“ vertraut machen, die für ihre Amtsführung von Bedeutung seien. Andernfalls sei „es unabwendbar, daß Richter und Staatsanwälte sich zum schweren Schaden der Justiz und des Staates gegen Maßnahmen wenden, die sie gutgläubig aber irrtümlich für illegal halten, und sich schuldlos mit dem Willen des Führers in Widerspruch setzen.“ Anschließend informierten Viktor Brack und Werner Heyde über das Ermächtigungsschreiben Hitlers und das getarnt laufende Tötungsprogramm mit fingierten Sterbeurkunden.
Nach dieser Konferenz wurden in der Zeit des Nationalsozialismus alle Anzeigen und Verfahren, die sich auf die „Vernichtung lebensunwerten Lebens“ bezogen, niedergeschlagen und neue Ermittlungsverfahren nicht mehr eingeleitet.

## Einlassungen Stäckers
22. April 1965 beantragte Fritz Bauer die Eröffnung der Voruntersuchung gegen Franz Schlegelberger, drei ehemalige hohe Justizbeamte, elf Oberlandesgerichtspräsidenten sowie fünf Generalstaatsanwälte, unter ihnen den 1941 in Stettin amtierenden Otto Stäcker.
Stäcker gab an, er sei damals verwirrt, empört und bestürzt gewesen. Adolf Hitlers Erlass habe er wegen der Machtstellung Hitlers als Anordnung mit gesetzesähnlicher Wirkung angesehen. Innerlich habe er damals erwogen, seine Meinung in einem Bericht niederzulegen.
In einer persönlichen Stellungnahme verwahrte Stäcker sich gegen den immanenten Vorwurf Fritz Bauers, dass den ‚Spitzen der deutschen Justiz‘ damals jedes rechtsstaatliche Denken abhandengekommen sei. „Er übersieht, dass rechtsstaatliches Denken sich nur in die Tat umsetzen lässt, wenn die staatliche Macht uneingeschränkt hinter dem Recht steht. […] Die Justiz hatte […] nicht die Macht, die Macht Hitlers zu brechen.“
Stäckers Schutzbehauptung, jegliche Protestschritte seien „sinn- und zwecklos“ gewesen, wird widerlegt durch die vorzeitige Beendigung der Aktion T4, die wegen der Unruhe in der Bevölkerung und der Proteste der Kirchen angeordnet wurde.

## Einstellung des Verfahrens
Nach dem Ableben Fritz Bauers wurde das Verfahren am 17. Mai 1970 durch Beschluss des Landgerichts Limburg eingestellt. Die Ermittlungen gegen die juristische Führungselite des NS-Staates blieben der Öffentlichkeit verborgen und wurden ihr – nach Deutung Kramers – nachgerade verheimlicht.
Otto Stäcker lebte zu diesem Zeitpunkt als Pensionär in Steinfurt im Regierungsbezirk Münster.